# Княжево (Моршанский район)
Княжево — село в Моршанском районе Тамбовской области России. Входит в состав Новотомниковского сельсовета.
Малая родина двух Героев Советского Союза — Д. И. Барашева и П. Т. Харитонова.

## География
Село находится в северной части области, в лесостепной зоне, в пределах Окско-Донской низменной равнины, на левом берегу реки Цны, на расстоянии примерно 32 километров (по прямой) к северу от города Моршанска, административного центра района. Абсолютная высота — 97 метров над уровнем моря.

### Климат
Климат умеренно континентальный, относительно сухой, с холодной продолжительной зимой и тёплым летом. Средняя температура воздуха самого холодного месяца (января) — −11,3 °C (абсолютный минимум — −43 °C); самого тёплого месяца (июля) — 19,7 °C (абсолютный максимум — 39 °С). Период с положительной температурой выше 10 °C длится 145 дней. Среднегодовое количество атмосферных осадков составляет около 547 мм. Продолжительность залегания снежного покрова составляет в среднем 138 дней.

### Часовой пояс
Село Княжево, как и вся Тамбовская область, находится в часовой зоне МСК (московское время). Смещение применяемого времени относительно UTC составляет +3:00.

## История
Существует легенда, что село Княжево в былые времена было заселено беглыми людьми и разбойниками. По другой легенде — на этом месте жили татары. Несколько десятков семей занимались земледелием и скотоводством. Основателями села Княжево считаются выходцы из села Высокое Шацкого района. Переселенцы жили на высоком месте, на бугре левого и южного берега реки Пилава. Там были разбиты улицы и построена церковь. Занимались крестьяне главным образом хлебопашеством. Они постепенно теснили татар, что привело к полному слиянию части их с местным населением, их крещению и принятию местных обычаев.
Название села происходит от слова «князь», «княжить», то есть править. Первое упоминание о селе Княжево встречается в писцовой книге Фёдора Чеботова за 1623 год по описи сёл Верхоценской волости Шацкого округа. Основная часть населения — русские. Часть мордвы и татар была незначительной. С 1761 году на территории села проживали 402 крестьянина. Они были в подчинении у Чернеевского монастыря. После указа Пётра III в 1761—1762 году земли и поселения с крепостными крестьянами перешли в собственность государства.
В селе сеяли коноплю, лён, из них ткали холсты и шили одежду. Часть лишней конопли обрабатывалась и продавалась на базарах в Шацке, Сасове, Конобееве, Новотомникове. В 1799 году по всему Шацкому уезду было продано пеньки приезжим купцам 200 тыс. пудов. Пенька шла на парусину и на канаты и имела спрос на рынке. В Шацком уезде были построены полотняные фабрики. Они крайне нуждались в золе для отбеливания полотна. В 1781 году, в частности, владельцы фабрик скупали золу в селах Чернеево, Высокое, Княжево.
После революции село было преобразовано в три поселка: под горой — Красный посёлок (Подгорное), у большой дороги — Раннее Утро, на купленной земле в Носинском поле Смирное. Поселки в течение 5-10 лет отстроились, к 30-м годам прошлого века здесь стали жить хорошо, и даже богато. В севооборот было включено травосеяние, в основном, клевер. При коллективизации в самом Княжево организовали два колхоза и по колхозу в каждом посёлке. После укрупнения в 1960 году Смирное вошло в Носинский совхоз, а остальные колхозы слились в княжевский колхоз.

## Население
| 2002 | 2010 |
| ---- | ---- |
| 169  | ↘128 |

### Половой состав
По данным Всероссийской переписи населения 2010 года в гендерной структуре населения мужчины составляли 43 %, женщины — соответственно 57 %.

### Национальный состав
Согласно результатам переписи 2002 года, в национальной структуре населения русские составляли 99 % из 169 чел.

## Известные уроженцы, жители
- Барашев, Дмитрий Иванович (1920—1943) — военный лётчик, Герой Советского Союза.
- Харитонов, Пётр Тимофеевич (1916—1987) — лётчик-истребитель, Герой Советского Союза.

## Инфраструктура
Личное подсобное хозяйство с зоной сельскохозяйственного использования, индивидуальная застройка усадебного типа.

## Транспорт
Деревня доступна автотранспортом.